# Sergej Belov
Sergej Aleksandrovitsj Belov (Russisch: Сергей Александрович Белов) (Nasjtsjokovo, nu in Sjegarski District, Oblast Tomsk, 23 januari 1944 - Perm, 3 oktober 2013) was een basketbalspeler, die speelde voor het basketbalteam van de Sovjet-Unie op de Olympische Spelen.

## Carrière
Toen Belov twintig jaar oud was, maakte hij zijn debuut bij Oeralmasj Sverdlovsk (1964-68). Later ging hij spelen voor CSKA Moskou, waar hij twaalf jaar bleef. In die twaalf jaar werd Belov elf keer kampioen van de Sovjet-Unie en won hij twee EuroLeague titels in 1969 en 1971.
Belov was ook veertien jaar lang een speler van het nationale basketbal team van de Sovjet-Unie (1967-1980), en haalde de gouden medaille in 1972 en drie bronzen medailles in 1968, 1976 en 1980 op de Olympische Spelen. Hij werd wereldkampioen in 1967 en 1974 en Europees kampioen in 1967, 1969, 1971 en 1979. Hij was aanvoerder van de Sovjet-Unie van 1975 tot 1980. In 1981 werd Belov hoofdcoach van CSKA Moskou. In 1990 werd hij hoofdcoach van Pallacanestro Cassino in Italië. In 1994 werd hij hoofd coach van het Russisch basketbalteam. Van 1999 tot 2004 was hij in dienst van Ural-Great Perm.
Belov wordt beschouwd als een van de beste niet Amerikaanse basketbalspelers aller tijden. Hij was de eerste Europese speler in de Basketball Hall of Fame op 11 mei 1992. In 1991 benoemde FIBA hem tot de "Best European Player Ever". Hij kreeg een plaats in de FIBA Hall of Fame in 2007. Hij heeft verschillende onderscheidingen gekregen waaronder het Ereteken van de Sovjet-Unie en de Orde van de Eer (Russische Federatie). Is ook Ereburger van de Oblast Tomsk en Ereburger van de Kraj Perm. Kreeg de onderscheiding Meester in de sport van de Sovjet-Unie. In 2013 overleed Belov.

## Privé
Aleksandr Belov was de broer van Sergej Belov, die ook een basketbalspeler was van het nationale team van de Sovjet-Unie. Hij was getrouwd met basketbalspeelster Svetlana Zaboloejeva.

## Erelijst
- Landskampioen Sovjet-Unie: 11
  - Winnaar: 1969, 1970, 1971, 1972, 1973, 1974, 1976, 1977, 1978, 1979, 1980
  - Tweede: 1975
  - Derde: 1968
- Bekerwinnaar Sovjet-Unie: 2
  - Winnaar: 1972, 1973
- EuroLeague: 2
  - Winnaar: 1969, 1971
  - Runner-up: 1970, 1973
- Olympische Spelen: 1
  - Goud: 1972
  - Brons: 1968, 1976, 1980
- Wereldkampioenschap: 2
  - Goud: 1967, 1974
  - Zilver: 1978
  - Brons: 1970
- Europees kampioenschap: 4
  - Goud: 1967, 1969, 1971, 1979
  - Zilver: 1975, 1977
  - Brons: 1973

## Speler
4 Chechuro ·
5 Paulauskas ·
6 Sakandelidze ·
7 Travin ·
8 Selichov ·
9 Polivoda ·
10 Belov ·
11 Tomson ·
12 Nesterov ·
13 Volnov  ·
14 Lipso ·
15 Andrejev ·
Coach: Gomelski
· Assistent-coach: Ozerov
· Assistent-coach: 
4 Krikun ·
5 Paulauskas ·
6 Sakandelidze ·
7 Zjarmoechamedov ·
8 Selichov ·
9 Polivoda ·
10 Belov ·
11 Tomson ·
12 Lepmets ·
13 Volnov  ·
14 Lipso ·
15 Andrejev ·
Coach: Gomelski
· Assistent-coach: Ozerov
· Assistent-coach: 
4 Krikun ·
5 Paulauskas ·
6 Sakandelidze ·
7 Kapranov ·
8 Selichov ·
9 Polivoda ·
10 Belov ·
11 Tomson ·
12 Kovalenko ·
13 Volnov  ·
14 Lipso ·
15 Andrejev ·
Coach: Gomelski
· Assistent-coach: Ozerov
· Assistent-coach: 
4 Zastoechov ·
5 Paulauskas  ·
6 Sakandelidze ·
7 Koelkov ·
8 Bolosjev ·
9 Polivoda ·
10 S. Belov ·
11 Tomson ·
12 Kovalenko ·
13 Volnov ·
14 A. Belov ·
15 Andrejev ·
Coach: Gomelski
· Assistent-coach: Ozerov
· Assistent-coach: 
4 Krikun ·
5 Paulauskas  ·
6 Sakandelidze ·
7 Zjarmoechamedov ·
8 Sidjakin ·
9 Zastoechov ·
10 S. Belov ·
11 Tomson ·
12 Kovalenko ·
13 Lipso ·
14 A. Belov ·
15 Andrejev ·
Coach: Gomelski
· Assistent-coach: Ozerov
· Assistent-coach: 
4 Tammiste ·
5 Paulauskas  ·
6 Sakandelidze ·
7 Zjarmoechamedov ·
8 Bolosjev ·
9 Edesjko ·
10 S. Belov ·
11 Polivoda ·
12 Tomson ·
13 Korkia ·
14 A. Belov ·
15 Andrejev ·
Coach: Kondrasjin
· Assistent-coach: Basjkin
· Assistent-coach: Portnych
4 Polivoda ·
5 Paulauskas  ·
6 Sakandelidze ·
7 Zjarmoechamedov ·
8 Bolosjev ·
9 Edesjko ·
10 S. Belov ·
11 Korkia ·
12 Dvorny ·
13 Volnov ·
14 A. Belov ·
15 Kovalenko ·
Coach: Kondrasjin
· Assistent-coach: Basjkin
· Assistent-coach: Portnych
4 Salumets ·
5 Paulauskas  ·
6 Sakandelidze ·
7 Miloserdov ·
8 Bolosjev ·
9 Edesjko ·
10 Belov ·
11 J. Kovalenko ·
12 Mysjkin ·
13 Djatsjenko ·
14 Pavlov ·
15 S. Kovalenko ·
Coach: Kondrasjin
· Assistent-coach: Basjkin
· Assistent-coach: Portnych
4 Pavlov ·
5 Paulauskas  ·
6 Miloserdov ·
7 Salnikov ·
8 Bolosjev ·
9 Edesjko ·
10 S. Belov ·
11 Tomson ·
12 Bolsjakov ·
13 Chartsjenkov ·
14 A. Belov ·
15 Zjigili ·
Coach: Kondrasjin
· Assistent-coach: Basjkin
· Assistent-coach: Portnych
4 Bolsjakov ·
5 Pavlov ·
6 Miloserdov ·
7 Salnikov ·
8 Bolosjev ·
9 Edesjko ·
10 S. Belov  ·
11 Sidjakin ·
12 Zjarmoechamedov ·
13 Korkia ·
14 A. Belov ·
15 Zjigili ·
Coach: Kondrasjin
· Assistent-coach: Basjkin
· Assistent-coach: Portnych
4 Arzamaskov ·
5 Salnikov ·
6 Miloserdov ·
7 Zjarmoechamedov ·
8 Makejev ·
9 Edesjko ·
10 S. Belov  ·
11 Tkatsjenko ·
12 Mysjkin ·
13 Korkia ·
14 A. Belov ·
15 Zjigili ·
Coach: Kondrasjin
· Assistent-coach: Basjkin
· Assistent-coach: Portnych
4 Jerjomin ·
5 Petrakov ·
6 Miloserdov ·
7 Salnikov ·
8 Arzamaskov ·
9 Chartsjenkov ·
10 Belov  ·
11 Tkatsjenko ·
12 Mysjkin ·
13 Korkia ·
14 Bilostinnyj ·
15 Zjigili ·
Coach: Gomelski
· Assistent-coach: Ozerov
· Assistent-coach: 
4 Jerjomin ·
5 Bolosjev ·
6 Lopatov ·
7 Zjarmoechamedov ·
8 Salnikov ·
9 Edesjko ·
10 Belov  ·
11 Tkatsjenko ·
12 Mysjkin ·
13 Jovaiša ·
14 Bilostinnyj ·
15 Zjigili ·
Coach: Gomelski
· Assistent-coach: Ozerov
· Assistent-coach: 
4 Jerjomin ·
5 Chomičius ·
6 Tarakanov ·
7 Zjarmoechamedov ·
8 Lopatov ·
9 Edesjko ·
10 Belov  ·
11 Tkatsjenko ·
12 Mysjkin ·
13 Salnikov ·
14 Bilostinnyj ·
15 Zjigili ·
Coach: Gomelski
· Assistent-coach: Ozerov
· Assistent-coach: 
4 Jerjomin ·
5 Miloserdov ·
6 Tarakanov ·
7 Salnikov ·
8 Lopatov ·
9 Derioegini ·
10 Belov  ·
11 Tkatsjenko ·
12 Mysjkin ·
13 Jovaiša ·
14 Bilostinnyj ·
15 Zjigili ·
Coach: Gomelski
· Assistent-coach: Ozerov
· Assistent-coach: 

## Coach
4 Pasjoetin ·
5 Domani ·
6 Gratsjev ·
7 Kisoerin ·
8 Nosov ·
9 Bazarevitsj ·
10 Babkov ·
11 Michajlov ·
12 Karasjov ·
13 Fetisov ·
14 Panov ·
15 Ivanov ·
Coach: Belov
· Assistent-coach: 
· Assistent-coach: 
4 Pasjoetin ·
5 Domani ·
6 Gratsjev ·
7 Kisoerin ·
8 Nosov ·
9 Bazarevitsj ·
10 Babkov ·
11 Michajlov ·
12 Karasjov ·
13 Fetisov ·
14 Panov ·
15 Ivanov ·
Coach: Belov
· Assistent-coach: 
· Assistent-coach: 
4 Karasjov ·
5 Koedelin ·
6 Domani ·
7 Kisoerin ·
8 Pasjoetin ·
9 Bazarevitsj ·
10 Babkov ·
11 Michajlov ·
12 Fetisov ·
13 Ivanov ·
14 Panov ·
15 Nosov ·
Coach: Belov
· Assistent-coach: 
· Assistent-coach: 
4 Karasjov ·
5 Koedelin ·
6 Koerasjov ·
7 Kisoerin ·
8 J. Pasjoetin ·
9 Sjakoelin ·
10 Babkov ·
11 Michajlov ·
12 Z. Pasjoetin ·
13 Fetisov ·
14 Panov ·
15 Nosov ·
Coach: Belov
· Assistent-coach: Kapranov
· Assistent-coach: Jerjomin
4 Karasjov ·
5 Koedelin ·
6 Pasjoetin ·
7 Kisoerin ·
8 Domani ·
9 Tichonenko ·
10 Babkov ·
11 Fetisov ·
12 Morgoenov ·
13 Koerasjov ·
14 Panov ·
15 Nosov ·
Coach: Belov
· Assistent-coach: Kapranov
· Assistent-coach: Jerjomin
4 Karasjov ·
5 Koedelin ·
6 Pasjoetin ·
7 Kisoerin ·
8 Domani ·
9 Tichonenko ·
10 Babkov ·
11 Michajlov ·
12 Morgoenov ·
13 Koerasjov ·
14 Panov ·
15 Nosov ·
Coach: Belov
· Assistent-coach: Jerjomin
· Assistent-coach: 
4 Karasjov ·
5 Koedelin ·
6 Petrenko ·
7 Kisoerin ·
8 J. Pasjoetin ·
9 Tichonenko ·
10 Babkov ·
11 Koerasjov ·
12 Z. Pasjoetin ·
13 Avlejev ·
14 Panov ·
15 Nosov ·
Coach: Belov
· Assistent-coach: Jerjomin
· Assistent-coach: 